# Paolovita
La paolovita és un mineral de la classe dels elements natius. Anomenat així per la composició, el pal·ladi; i "OLOVO", estany (en rus).

## Classificació
La paolovita es troba classificada en el grup 1.AG.20 segons la classificació de Nickel-Strunz (1 per a Elements; A per a Metalls i aliatges intermetàl·lics i G per a Aliatges metàl·lics PGE; el nombre 20 correspon a la posició del mineral dins del grup). En la classificació de Dana el mineral es troba al grup 1.2.6.1 (1 per a Elements natius i aliatges i 2 per a Metalls del grup del platí i aliatges; 6 i 1 corresponen a la posició del mineral dins del grup).

## Característiques
La paolovita és un mineral de fórmula química Pd₂Sn. Cristal·litza en el sistema ortoròmbic. La seva duresa a l'escala de Mohs és 5.

## Formació i jaciments
S'ha descrit a l'Àsia, l'Àfrica, Europa i Amèrica del Nord.